# Église Sainte-Catherine de Sot
Pour les articles homonymes, voir Église Sainte-Catherine.
L'église Sainte-Catherine de Sot (en serbe cyrillique : Римокатоличка црква Свете Катарине у Соту ; en serbe latin : Rimokatolička crkva Svete Katarine u Sotu) est une église catholique située à Sot en Serbie, dans la municipalité de Šid et dans la province de Voïvodine. Construite en 1747, elle est inscrite sur la liste des monuments culturels de grande importance de la république de Serbie (identifiant no SK 1365). Église paroissiale, elle relève du diocèse de Syrmie.

## Présentation
Le village de Sot se trouve sur les pentes du massif de la Fruška gora, à une dizaine de kilomètres au nord-est de Šid, L'église Sainte-Catherine a été construite au milieu du XVIIIe siècle ; elle a été plusieurs fois remaniée. Elle est constituée d'une nef rectangulaire, avec des murs soutenus au sud par des contreforts ; à l'ouest, elle est dominée par un clocher sur deux niveaux. Le portail occidental est encadré par des pilastres.